# Luis Castillo Ledón
Luis Castillo Ledón (Santiago Ixcuintla, Nayarit; 17 de enero de 1879-Ciudad de México; 7 de octubre de 1944) fue un historiador, literato y político mexicano, gobernador de Nayarit durante el periodo 1930-1931.

## Biografía
Fue hijo de Luis Castillo y de Virginia Ledón. Estudio en Guadalajara, Jalisco. Escritor y periodista, en 1899 fue el propietario de la revista El Monitor del Occidente. En 1904 marcha a la Ciudad de México donde trabaja en la Biblioteca Nacional y por 23 años es director del Museo Nacional. Publica obras literarias e históricas, como la Vida del Héroe, biografía de Miguel Hidalgo. Como Gobernador, el 16 de septiembre de 1930 funda el Instituto del Estado, antecedente de la Universidad Autónoma de Nayarit cuyo primer rector es Agustín Yánez. El mismo día inaugura la Escuela Normal Rural de Jalisco. Se enfrenta a latifundistas y capitalistas, quienes logran destituirlo con el apoyo de la Cámara de Diputados. Hoy su nombre está inscrito en el Salón de sesiones del Congreso del Estado.

## Vida y obra
Fue un joven con fortuna en todos sentidos, pues siendo todavía estudiante incursiona en el periodismo en los periódicos tapatíos El Sol y La Gaceta de 1899 a 1903, a pesar de que a los veinte años, en 1899, era propietario y director de El Monitor de Occidente. Siendo adolescente conoce a Amado Nervo en uno de tantos viajes  a raíz de una avería en el transporte en que viajaban. Por sugerencia del poeta y de don José María Vigil se traslada a la capital mexicana donde estudia en el Museo Nacional de Historia y Etnología. 
Se relaciona de inmediato con la crema de la intelectualidad mexicana y funda, junto con Alfonso Cravioto, la revista cultural Savia Moderna, en la que escriben las mejores plumas de la época. En 1904 ingresa a la Biblioteca Nacional, donde al año siguiente se coloca como Secretario General.
Aprovecha su empleo para escribir varias monografías de corte histórico y cultural como La fundación de la Ciudad de México, Los mexicanos autores de ópera, Literatura indígena mexicana, entre muchas otras. El historiador Genaro García lo recomienda para ocupar la Secretaría del Museo Nacional en 1908 y de allí salta a la dirección, puesto que ocupó durante veinticinco años a partir de 1916 con algunas interrupciones. 
Por encargo de la extinta Secretaría de Instrucción Pública realiza una investigación sobre la vida de don Miguel Hidalgo y Costilla, un proyecto muy detallado y estudiado en el que invirtió muchísimo tiempo y esfuerzo, ya que recorrió toda la ruta de Hidalgo como se pudo a pie, en caballo, pero que finalmente publican post mortem por órdenes del Presidente Manuel Ávila Camacho en 1945. Deja el museo e inicia su trayectoria política: en 1912 es diputado federal de Nayarit por la XXVI Legislatura. En 1915 organiza con Pedro Henríquez Ureña una exposición de Arte Mexicano en Nueva York, inédita para los estadounidenses. 
Durante el periodo de Victoriano Huerta retoma el periodismo del bando constitucionalista, encabezado por Venustiano Carranza en La Gaceta (Guadalajara, 1913) y La Vanguardia (Orizaba, 1914). Aparte de su desempeño como profesor de historia en la Escuela Nacional Preparatoria y de sus trabajos de investigación histórica, realiza una brillante carrera literaria y en 1918 ingresa a la Academia Mexicana de la Lengua.[cita requerida]
El 30 de septiembre de 1927 contrajo nupcias con la dramaturga, política y pedagoga Amalia González Caballero y tuvo tres hijos, Luis Antonio, Beatriz y Gabriela Castillo Ledón.
El PNR (Partido Nacional Revolucionario) lo postula y resulta elegido gobernador de Nayarit en 1929. Es la primera vez que un hombre culto sustituye a la figura del cacique empistolado, pero su periodo concluye en 1931 al ser derrocado por la Casa Aguirre y sus aliados. A pesar de ello, logra fundar el Instituto del Estado y restituir 14,193 hectáreas a 1,311 familias campesinas. Finalmente, regresa a su antiguo puesto en el Museo Nacional en la Ciudad de México, continuando su vasta producción literaria.

## Obra publicada
- Los mexicanos autores de óperas. Anales del Museo Nacional, México, 1910.
- Lo que miro y lo que siento. Tipografía Artística, México, 1916. 123 pp.
- Antigua literatura indígena mexicana. Imprenta Victoria, México, 1917. 61 pp.
- El chocolate. Dirección General de Bellas Artes, México, 1917. 30 pp.
- Orígenes de la novela en México. Museo Nacional de Arqueología, Historia y Etnografía, México, 1922. 14 pp.
- El Museo Nacional de Arqueología, Historia y Etnografía (1825-1925). Reseña histórica escrita para la celebración de su primer centenario. Museo Nacional de Arqueología, Historia y Etnografía, México, 1924. 127 pp.
- La fundación de la Ciudad de México (1325-1925)  Editorial Cvltvra, México, 1925. 94 pp.
- La conquista y colonización española en México: su verdadero carácter. Museo Nacional de Arqueología, Historia y Etnografía, México, 1932. 82 pp.
- Hidalgo: la vida del héroe. Talleres Gráficos de la Nación, México, 1945. 2 volúmenes.